# City-Pier-City Loop 2014
De 40e editie van de City-Pier-City Loop vond plaats op zondag 9 maart 2014. Het evenement werd gesponsord door ABN-Amro. De weersomstandigheden waren deze editie vrij ongunstig, met een gemiddelde windsnelheid van 6 m/s en een temperatuur van 17 graden.
De wedstrijd was deze editie ook het toneel van het Nederlands kampioenschap halve marathon.
Winnaar bij de mannen was de 28-jarige Keniaan John Mwangangi met een tijd van 1:00.26. De snelste vrouw was de Nederlandse atlete Jip Vastenburg (1:13.15).
Naast de halve marathon kende het evenement ook wedstrijden met de afstand 10 km en 5 km.

## Uitslagen

### NK mannen
| rang   | atleet              |
| ------ | ------------------- |
| Goud   | Khalid Choukoud     |
| Zilver | Koen Raymaekers     |
| Brons  | Ronald Schröer      |
| 4      | Patrick Stitzinger  |
| 5      | Bart van Nunen      |
| 6      | Wesley van der Gouw |
| 7      | Olfert Molenhuis    |
| 8      | Marco Gielen        |
| 9      | Zac Freudenburg     |
| 10     | Joost van den Ende  |

### NK vrouwen
| rang   | atleet               |
| ------ | -------------------- |
| Goud   | Jip Vastenburg       |
| Zilver | Ruth van der Meijden |
| Brons  | Kim Dillen           |
| 4      | Andrea Deelstra      |
| 5      | Patty den Ouden      |
| 6      | Reina Visser         |
| 7      | Inge de Jong         |
| 8      | Ingrid Versteegh     |
| 9      | Miriam van Reijen    |
| 10     | Claudia van Rijn     |

### Mannen
| pos. | atleet                 | land                | tijd    |
| ---- | ---------------------- | ------------------- | ------- |
| 1    | John Mwangangi         | Kenia               | 1:00.26 |
| 2    | Jacob Kendagor         | Kenia               | 1:00.32 |
| 3    | Ezekiel Chebii         | Kenia               | 1:00.56 |
| 4    | Richard Kiprop         | Kenia               | 1:01.01 |
| 5    | Ezrah Sang             | Kenia               | 1:01.03 |
| 6    | Edwin Kipyego          | Kenia               | 1:01.50 |
| 7    | Japhet Kipyegon Korir  | Kenia               | 1:02.41 |
| 8    | Daniel Komen           | Kenia               | 1:02.47 |
| 9    | Nicholas Togom         | Kenia               | 1:03.00 |
| 10   | Vincent Rono           | Kenia               | 1:03.18 |
| 11   | Khalid Choukoud        | Nederland           | 1:03.21 |
| 12   | Koen Raymaekers        | Nederland           | 1:03.49 |
| 13   | Willem Van Schuerbeeck | België              | 1:04.19 |
| 14   | Ronald Schröer         | Nederland           | 1:04.28 |
| 15   | Dennis Kimetto         | Kenia               | 1:04.35 |
| 16   | Timothy Kiptoo         | Kenia               | 1:04.53 |
| 17   | Urige Buta             | Noorwegen           | 1:04.59 |
| 18   | Atsedu Tsegay          | Ethiopië            | 1:05.25 |
| 19   | Øystein Sylta          | Denemarken          | 1:05.34 |
| 20   | Patrick Stitzinger     | Nederland           | 1:05.47 |
| 21   | Derek Hawkins          | Verenigd Koninkrijk | 1:05.48 |
| 22   | Bart van Nunen         | Nederland           | 1:06.01 |
| 23   | Ambroise Uwiragiye     | Nederland           | 1:06.43 |
| 24   | Rolf Steier            | Noorwegen           | 1:06.47 |
| 25   | Wesley van der Gouw    | Nederland           | 1:07.00 |

### Vrouwen
| pos. | atleet               | land      | tijd    |
| ---- | -------------------- | --------- | ------- |
| 1    | Jip Vastenburg       | Nederland | 1:13.15 |
| 2    | Ruth van der Meijden | Nederland | 1:13.21 |
| 3    | Kim Dillen           | Nederland | 1:13.56 |
| 4    | Andrea Deelstra      | Nederland | 1:16.54 |
| 5    | Patty den Ouden      | Nederland | 1:17.55 |
| 6    | Reina Visser         | Nederland | 1:18.00 |
| 7    | Inge de Jong         | Nederland | 1:18.12 |
| 8    | Ingrid Versteegh     | Nederland | 1:18.52 |
| 9    | Miriam van Reijen    | Nederland | 1:20.49 |
| 10   | Claudia van Rijn     | Nederland | 1:21.22 |

1975 ·
1976 ·
1977 ·
1978 ·
1979 ·
1980 ·
1981 ·
1982 ·
1983 ·
1984 ·
1985 ·
1986 ·
1987 ·
1988 ·
1989 ·
1990 ·
1991 ·
1992 ·
1993 ·
1994 ·
1995 ·
1996 ·
1997 ·
1998 ·
1999 ·
2000 ·
2001 ·
2002 ·
2003 ·
2004 ·
2005 ·
2006 ·
2007 ·
2008 ·
2009 ·
2010 ·
2011 ·
2012 ·
2013 ·
2014 ·
2015 ·
2016 ·
2017 ·
2018 ·
2019 (afgelast) ·
2020 ·
2021 (afgelast) ·
2022 ·
2023 ·
2024
1992 · 
1993 · 
1994 · 
1995 · 
1996 · 
1997 ·
1998 ·
1999 · 
2000 · 
2001 · 
2002 · 
2003 · 
2004 · 
2005 · 
2006 · 
2007 · 
2008 · 
2009 · 
2010 · 
2011 · 
2012 · 
2013 · 
2014 · 
2015 · 
2016 ·
2017 ·
2018 ·
2019 ·
2022 ·
2023